# Siniša Mihajlović
Siniša Mihajlović (serbi: Синиша Михајловић) (pronunciació en : /sǐniʃa mixǎːjloʋitɕ/) (Vukovar, 20 de febrer de 1969 - Roma, 16 de desembre de 2022) (en serbi: Синиша Михајловић) fou un exfutbolista de la dècada de 1990 i entrenador de futbol serbi. Com a futbolista és especialment recordat com a un dels millors llançadors de faltes de la història.
Fou 63 cops internacional amb la selecció iugoslava. Pel que fa a clubs, defensà els colors de FK Vojvodina, Estrella Roja de Belgrad, AS Roma, UC Sampdoria, SS Lazio i Inter de Milà. Posteriorment va ser entrenador, principalment a diversos clubs italians com Inter, Bolonya, Fiorentina, Sampdoria, Milan o Torino.

## Palmarès
FK Vojvodina
- Lliga iugoslava de futbol: 1988-89

Estrella Roja de Belgrad
- Lliga iugoslava de futbol: 1990-91, 1991-92
- Copa d'Europa de futbol: 1990-91
- Copa Intercontinental de futbol: 1991

SS Lazio
- Serie A: 1999-00
- Coppa Italia: 1999-00, 2003-04
- Supercopa italiana de futbol: 1998, 2000
- Recopa d'Europa de futbol: 1998-99
- Supercopa d'Europa de futbol: 1999

Internazionale
- Serie A: 2005-06
- Coppa Italia: 2004-05, 2005-06
- Supercopa italiana de futbol: 2005